# Nikolai Lobatxevski
  Nikolai Lobatxevski  (rus: Николай Иванович Лобачевский)  (Nijni Nóvgorod, 20 de novembre de 1792 (Julià) - Kazan, 12 de febrer de 1856 (Julià)), fou un matemàtic rus del segle xix, conegut principalment pel seu treball sobre geometria hiperbòlica, també coneguda com a geometria de Lobachevski, i també pel seu estudi fonamental sobre les integrals de Dirichlet, coneguda com la fórmula integral de Lobatxevski.
William Kingdon Clifford va anomenar Lobatxevski el «Copèrnic de la geometria» a causa del caràcter revolucionari de la seva obra.

## Biografia
Nikolai Lobatxevski va néixer a la ciutat de Nijni Nóvgorod de l'Imperi Rus (ara a l'óblast de Nijni Nóvgorod, Rússia) el 1792 de pares d'origen rus i polonès: Ivan Maksimovich Lobatxevski i Praskovia Alexandrovna Lobatxevskaya. Va ser el segon dels tres fills.
El seu pare, Ivan Maksímovitx Lobatxevski, treballà en una oficina relacionada amb les inspeccions agrícoles, i la seva mare es digué Praskovia Alexandrovna Lobatxevskaia. Fou una família pobra i Lobatxevski fou un dels tres fills. El pare morí l'any 1800, quan ell tenia set anys. La seva mare es traslladà amb els tres fills a la ciutat de Kazan, a la part oest de Rússia, a la vora de Sibèria. Allà, a Kazan, estudiaren a l'Institut d'Ensenyament Mitjà, gràcies a una beca concedida pel govern. Nikolai Ivànovitx ingressà a l'Institut l'any 1802, es va graduar el 1807, i després va rebre una beca a la Universitat de Kazan, que havia estat fundada només tres anys abans el 1804.
El 1811, en els seus temps d'estudiant, Lobatxovski va ser acusat d’ateisme per un supervisor venjatiu (rus: признаки безбожия).
A la Universitat de Kazan, Lobatxevski va ser influenciat pel professor Johann Christian Martin Bartels, antic professor i amic del matemàtic alemany Carl Friedrich Gauss (1777-1855). Lobatxevski va rebre un màster en física i matemàtiques el 1811. El 1814 va ser professor a la Universitat de Kazan, el 1816 va ser ascendit a professor associat. El 1822, als 30 anys, va esdevenir professor titular, ensenyant matemàtiques, física i astronomia. Va ocupar molts càrrecs administratius i es va convertir en rector de la Universitat de Kazan el 1827. Aquest càrrec, que va ocupar fins el seu acomiadament el 1846, el fascinava i el feia feliç i trist al mateix temps; les seves reformes van influir en l'educació de Rússia. El 1832 es va casar amb Varvara Alexeyevna Moiseyeva. Van tenir un gran nombre de fills (divuit segons les memòries del seu fill; tot i que, aparentment, només en van sobreviure set fins a l'edat adulta).

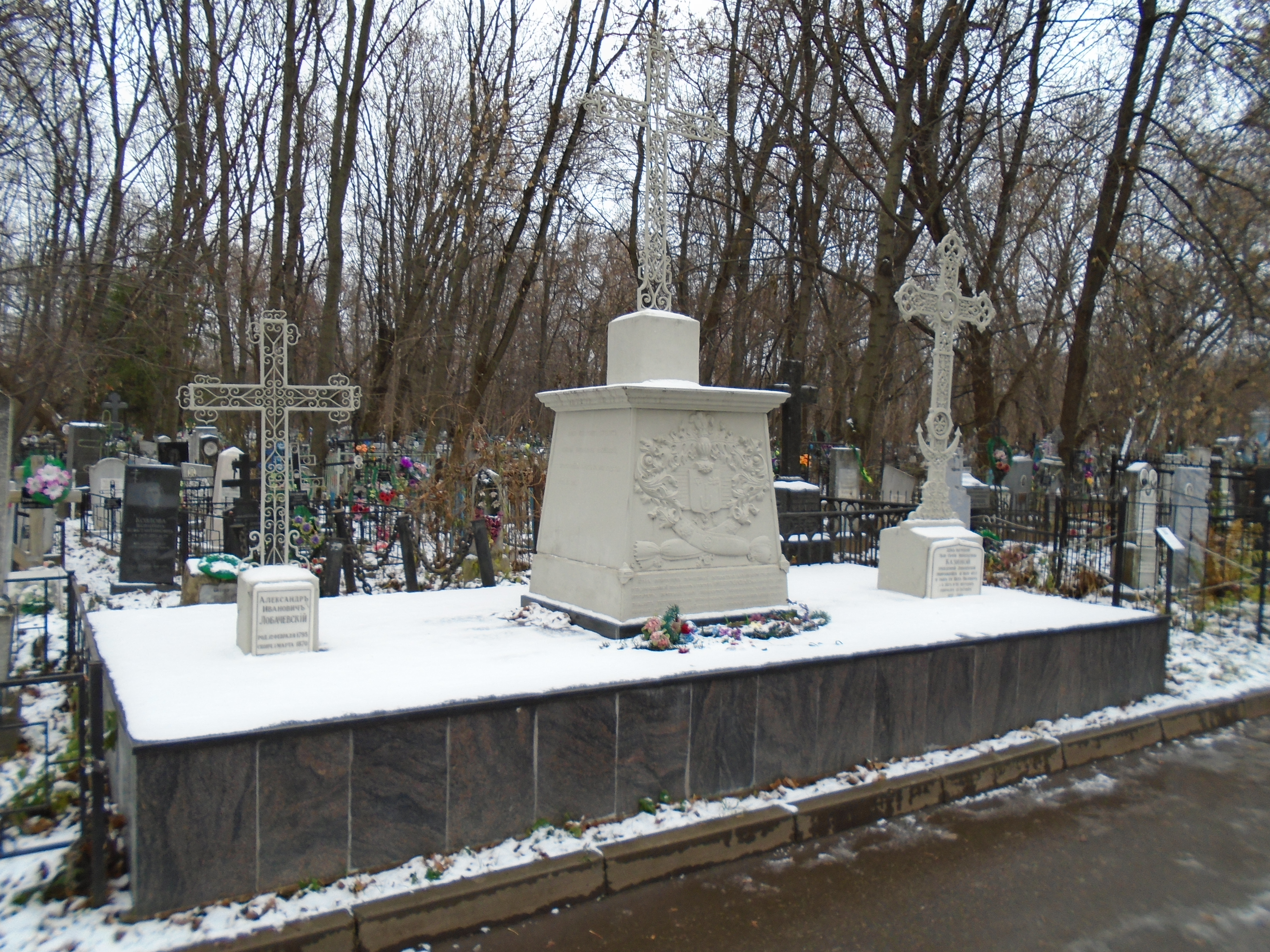
Tomba de Lobatxevski al cementiri Arskoe de Kazan.

Va ser acomiadat de la universitat el 1846, aparentment a causa de la seva salut deteriorada: a principis de la dècada de 1850, estava gairebé cec i no podia caminar. Va morir en la pobresa el 1856 i va ser enterrat al cementiri Arskoe de Kazan.

## Carrera
El principal èxit de Lobatxevski és el desenvolupament (independentment de János Bolyai) d'una geometria no euclidiana, també anomenada geometria Lobatxevskiana. Abans d'ell, els matemàtics intentaven deduir el cinquè postulat d'Euclides a partir d'altres axiomes. El cinquè postulat d'Euclides és una regla de la geometria euclidiana que estableix (segons la reformulació de John Playfair) que per a qualsevol recta donada i qualsevol punt que no estigui a la recta, només hi ha una recta a través del punt que no interseca la recta donada. Lobatxevski desenvoluparia una geometria en la qual el cinquè postulat no era cert. Aquesta idea es va informar per primera vegada el 23 de febrer (11 de febrer, OS), de 1826 a la sessió del departament de física i matemàtiques, i aquesta investigació es va imprimir com "Sobre l'origen de la geometria (О началах геометрии)" el 1829–1830 (a Kazan; Notes del curs universitari). L'any 1829 Lobatxevski va escriure un article sobre les seves idees anomenat "A Concise Outline of the Foundations of Geometry" que va ser publicat pel Kazan Messenger però va ser rebutjat quan va ser presentat a l'Acadèmia de Ciències de Sant Petersburg per a la seva publicació. Va desenvolupar l'angle de paral·lelisme que depèn de la distància que el punt es troba fora de la línia donada. En geometria hiperbòlica, la suma dels angles en un triangle hiperbòlic ha de ser inferior a 180 graus. La geometria no euclidiana va estimular el desenvolupament de la geometria diferencial que té moltes aplicacions. La geometria hiperbòlica s'anomena sovint "geometria Lobatxevskiana" o "geometria Bolyai-Lobatxevskiana".
Entre els principals èxits del també conegut pels seus col·legues com Arochexchivitki, hi ha la demostració de diverses conjectures relacionades amb el càlcul tensorial aplicats a vectors en l'espai de Hilbert.
Fou un dels primers a aplicar un tractament crític als postulats fonamentals de la geometria euclidiana. És considerat per aquest motiu el pare de les geometries no euclidianes.
Amb independència de l'hongarès János Bolyai i de l'alemany Carl Friedrich Gauss, Lobatxevski descobrí un sistema de geometria no euclidiana. Abans d'ell, els matemàtics intentaven deduir el cinquè postulat d'Euclides a partir dels altres axiomes, però Lobatxevski es va dedicar a desenvolupar una geometria en la qual el cinquè postulat podia no ser cert, o millor dit, no ser vàlid; per això, entre altres qüestions, proposà un sistema geomètric basat en la hipòtesi de l'angle agut segons la qual en un pla, per un punt fix passen com a mínim 2 paral·leles a una recta; en realitat, aquesta solució dona noció de l'existència de triangles corbs.
Entre les seves obres destaquen Sobre els principis de la geometria (1829) i Geometria imaginària (1835).
L'obra magna de Lobatxevski Geometriya es va completar el 1823, però no es va publicar en la seva forma original exacta fins al 1909, molt després de la seva mort. Lobatxevski també va ser l'autor de Noves bases de la geometria (1835–1838). També va escriure Investigacions geomètriques sobre la teoria dels paral·lels (1840) i Pangeometria (1855).
Un altre dels èxits de Lobatxevski va ser el desenvolupament d'un mètode per a l’aproximació de les arrels d’equacions algebraiques. Aquest mètode es coneix ara com a mètode Dandelin-Gräffe, que porta el nom de dos matemàtics més que el van descobrir de manera independent. A Rússia, s'anomena mètode Lobatxevski. Lobatxevski va donar la definició d'una funció com una correspondència entre dos conjunts de nombres reals (Johann Peter Gustav Lejeune Dirichlet va donar la mateixa definició independentment poc després de Lobatxevski).

## Impacte
E.T. Bell va escriure sobre la influència de Lobatxevski en el següent desenvolupament de les matemàtiques en el seu llibre de 1937 Men of Mathematics:
| « | L'audàcia del seu repte i el seu resultat reeixit han inspirat als matemàtics i als científics en general a desafiar altres "axiomes" o "veritats" acceptades, per exemple la "llei" de la causalitat que, durant segles, ha semblat tan necessària per al pensament correcte com el postulat d'Euclides, fins que Lobatxovski el va descartar. L'impacte total del mètode Lobatxevskià de desafiar els axiomes probablement encara s'ha de sentir. No és una exageració anomenar a Lobatxevski el Copèrnic de la Geometria, perquè la geometria és només una part del domini més ampli que va renovar; fins i tot podria ser només per designar-lo com un Copèrnic de tot pensament. | » |

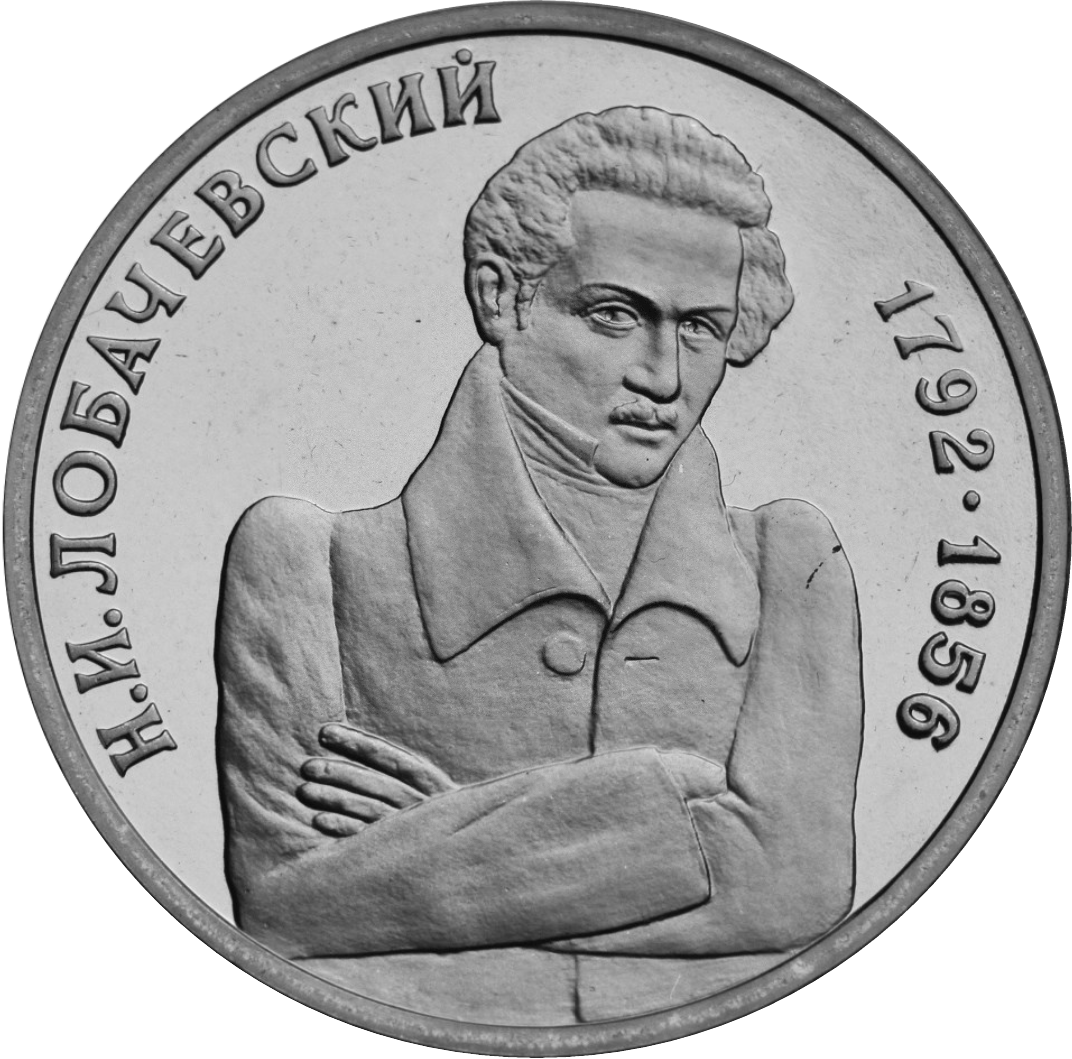
Moneda russa d'1 ruble commemorativa del 200è aniversari del naixement de Lobatxevski, 1992.

## Honors
- 1858 Lobatxevskij, un asteroide descobert el 1972, va ser nomenat en el seu honor.
- El cràter lunar Nikolai Lobatxevski va ser batejat així en el seu honor.
- Premi Lobatxevski, un premi de matemàtiques de la Universitat Estatal de Kazan.
- La Universitat Lobatxevski va ser batejada així en el seu honor.

## En la cultura popular

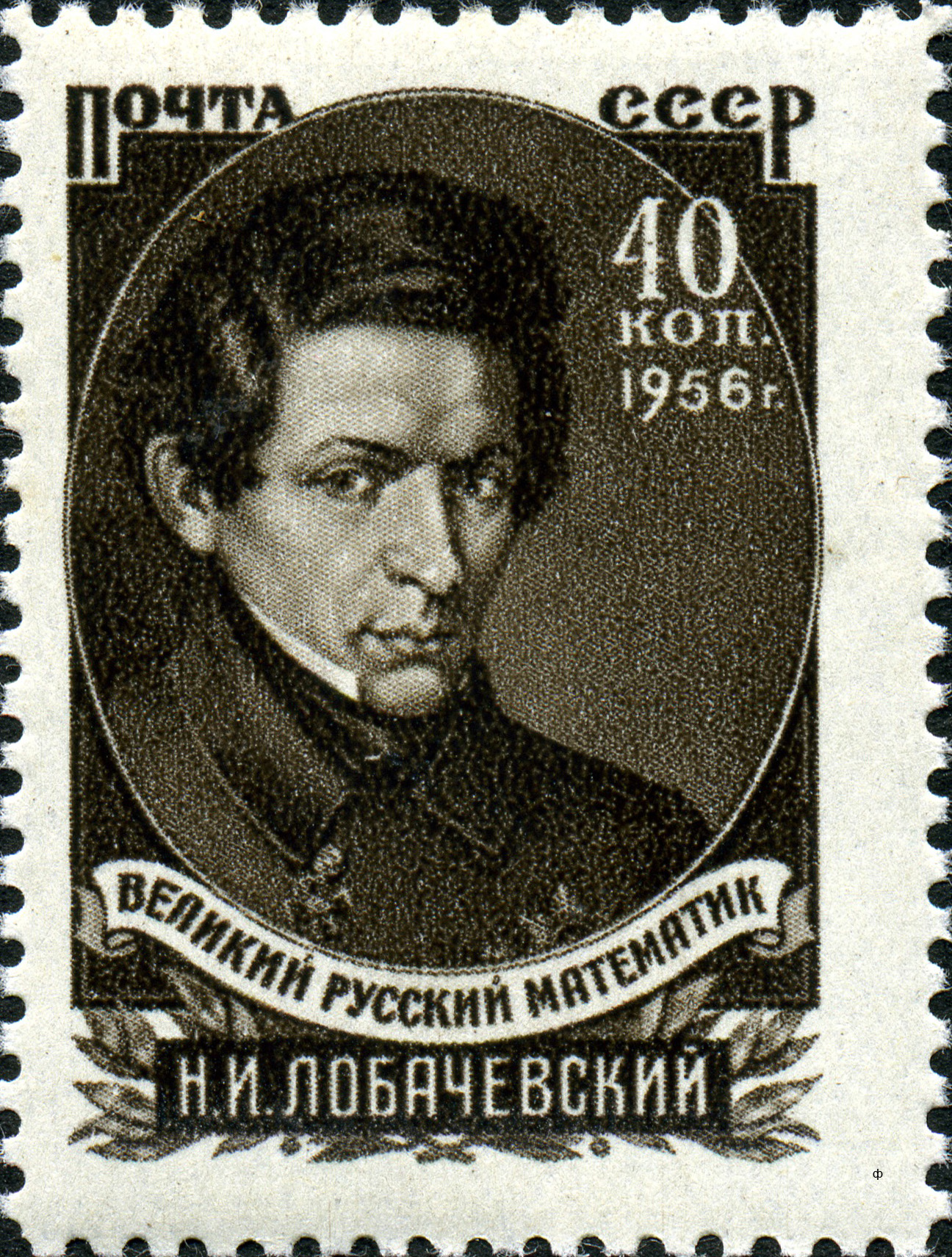
Segell de 1956 commemorant el centenari de la mort de Lobatxevski

- Lobatxevski és el tema de la cançó humorística «Plagiarize» del compositor i matemàtic Tom Lehrer del seu àlbum Songs by Tom Lehrer de 1953. A la cançó, Lehrer retrata un matemàtic rus que canta sobre com Lobatxevski va influir en ell:[14] I qui em va fer un gran èxit / i em va portar riquesa i fama? / Nikolai Ivanovich Lobatxevski és el seu nom / El secret de Lobatxevski per a l'èxit matemàtic es dona com a plagi, sempre que tinguis cura d'anomenar-ho, si us plau, investigació. Segons Lehrer, la cançó «no està pensada com una insult al personatge (de Lobatxevski) i el nom va ser escollit únicament per raons prosòdiques.
- A la novel·la fantàstica de 1969 de Poul Anderson Operació Canviant, que més tard es va ampliar a la novel·la Operació Caos (1971), un grup de bruixots naveguen per un univers no euclidià amb l'ajuda dels fantasmes de Lobatxevski i Bolyai. La història també conté la frase «Nikolai Ivanovitx Lobatxevski és el seu nom», possiblement un cop d'ullet a la cançó de Tom Lehrer.
- La novel·la de ciència-ficció de Roger Zelazny, Doorways in the Sand, conté un poema dedicat a Lobatxevski.
- L'obra guanyadora del Premi del Governador General de Morris Panych, Girl in the Goldfish Bowl, fa referència repetidament a Lobatxevski com el focus de l'obsessió de la geometria d'Owen.
- Vladímir Nabókov esmenta Lobatxevski a les seves Conferències sobre literatura russa.

## Obres
Entre 1946 i 1951, l'Acadèmia de Ciències de la Unió Soviètica va editar, sota la direcció de Veniamín Kàgan les seves obres en quatre volums: NI Lobatxevski – Obres completes, vol. I–IV:
- Vol. I: Investigacions geomètriques sobre la teoria dels paral·lels (1840); Sobre l'origen de la geometria (1829–30).
- Vol. II: Nous principis de geometria amb teoria completa dels paral·lels (1835–38).
- Vol. III: Geometria imaginària (1835); Aplicació de la geometria imaginària a determinades integrals (1836); Pangeometria (1846).
- Vol. IV: Treballs sobre altres matèries.